# Soft Cell

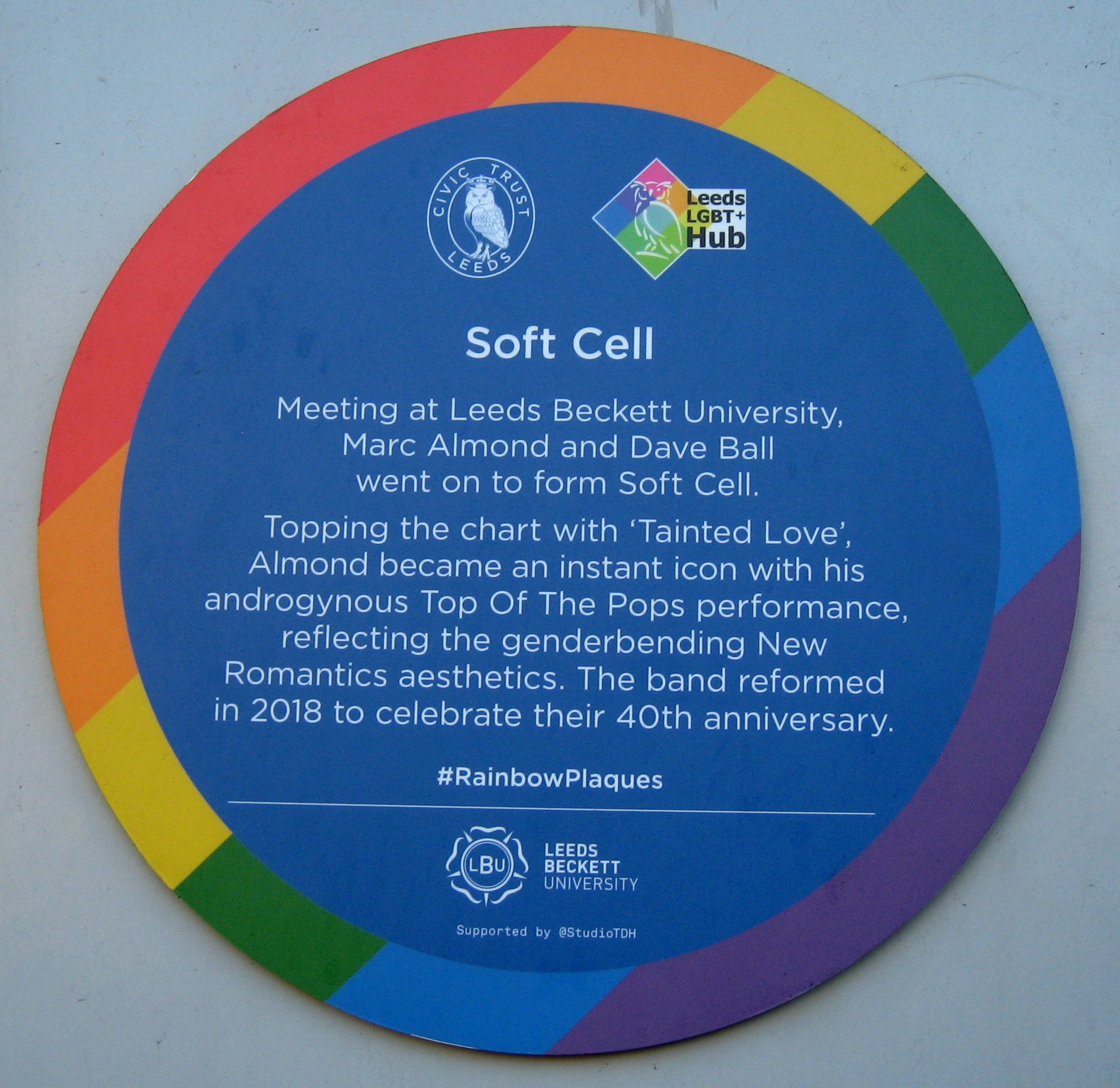
Tablica upamiętniająca Soft Cell na terenie ówczesnej Leeds Polytechnic

Soft Cell – brytyjski duet założony w 1978 przez dwóch studentów Leeds Polytechnic: Marca Almonda (wokalista) oraz Davida Balla (klawiszowiec).
Grupa zakładała, że oprócz muzyki ważna jest także oprawa artystyczna występów. W 1981 roku naszpikowany elektroniką utwór „Tainted Love” (cover piosenki z 1964 roku wykonywanej pierwotnie przez Glorię Jones) przyniósł Soft Cell międzynarodową sławę. Debiutancki album „Non-Stop Erotic Cabaret” okazał się również ogromnym sukcesem. Wkrótce ukazała się płyta z remiksami „Non-Stop Ecstatic Dancing”. W 1984 roku, po wydaniu krążka („This Last Night in Sodom”), Soft Cell niespodziewanie zakończył działalność. W 2002 reaktywowany zespół nagrał płytę „Cruelty Without Beauty”.

## Dyskografia
- 1981 Non-stop Erotic Cabaret
- 1982 The Twelve Inch Singles / Soft Cell Box Set
- 1982 Non-stop Ecstatic Dancing
- 1983 The Art of Falling Apart
- 1984 This Last Night In Sodom
- 2002 Cruelty Without Beauty
- 2003 At the BBC – In Session
- 2003 Live (Soft Cell)
- 2005 The Bedsit Tapes
- 2006 Demo Non Stop
- 2008 Heat: The Remixes